# 王揖唐
王揖唐（1878年—1948年9月10日），旧名志洋，字慎吾、什公。后更名賡，字一堂，号揖唐，筆名逸塘。安徽合肥人。近代中國著名政治人物、詩人，清光绪末科进士，曾在中华民国北洋政府以及日軍成立的多個傀儡政權中任职。日本投降後，入狱，以漢奸罪枪决。

## 生平

### 清末民初的活動
王揖唐出生於清光緒四年（1878年）。光緒三十年（1904年）末科殿試高中二甲第五名進士，後留學日本，於東京振武學校研究軍事，曾在金澤砲兵第9連隊實習，后因不適應軍人生活而轉入法政大学學習。1907年（光緒33年）回國後，曾歷任兵部主事、東三省總督署军谘祭酒、督练处总参议、参谋处兼兵备处教练处总办、吉林陸軍混成協協統。宣統元年（1909年），他随赴俄答谢专使戴鸿慈赴俄国，充任赴俄答谢专使头等参赞，参加了俄国沙皇尼古拉二世的加冕典礼，获得俄方授予的宝星（今译“勋章”）。此后两年内，遊歷歐洲和美國考察軍事。宣統三年（1911年）回国，任吉林兵备处总办。
中華民国成立後，王揖唐被任命为军谘使、密云副都统，皆未就职。后在袁世凱手下任大總統府军事秘書、军事参議、军事顧問，获授陆军中将加上将衔，勳四位，二等嘉禾章。
王揖唐廣泛參與政黨活動，曾加入民社、共和促進会、統一黨，並曾任以黎元洪為理事長的共和黨幹事。民国二年（1913年），任西藏選出的民元国会参議院議員。同年，共和黨、民主黨、統一黨三黨合併成立進步黨，王揖唐出任理事。此後他支持袁世凱，曾任約法会議議員，參與制定《中華民国約法》。歷任参政院参政（此时兼任大總統府军事顧問）、吉林巡按使、段祺瑞內閣的内務總長。曾訪問法國和德國，考察陸軍的組織。

### 安福俱樂部

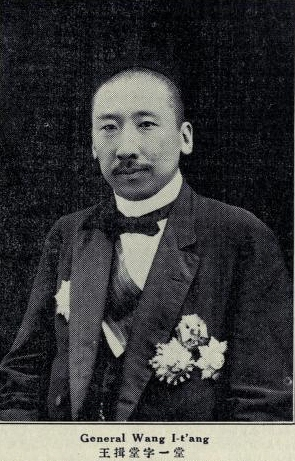
1925年《中国名人录》中的王揖唐照片

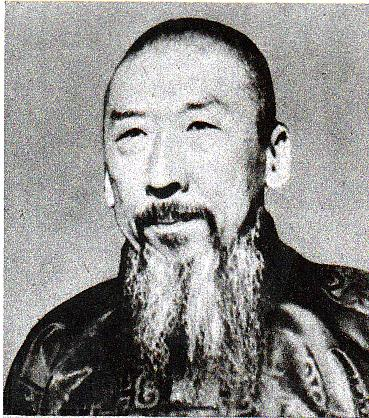
晚年

民国五年（1916年）6月袁世凱死後，王揖唐投靠皖系。次年11月，段祺瑞組織臨時参議院，王揖唐任議長。
民国七年（1918年）3月8日，幫助徐樹錚成立安福俱樂部。同年8月20日，王揖唐任衆議院議長。此後，他主導安福国会。9月徐世昌當選大總統。
民国九年（1920年）7月直皖戰争皖系敗北，8月3日，安福俱樂部和安福国会被徐世昌命令解散。王揖唐被通緝，流亡日本，從事著述活動。
民国十三年（1924年）10月馮玉祥發動甲子政变，罷黜直系大總統曹錕，立段祺瑞為臨時執政。王揖唐参加該政府。11月他任安徽省長兼督辦軍務善後事宜。
民国十四年（1925年）2月，他任善後会議議員。中国国民党北伐之際，王揖唐聯係北方各派共同進行抵抗。
民国十七年（1928年）北伐成功，王揖唐又被通緝，逃入天津日租界，再次從事著述活動。
民国二十年（1931年），王揖唐加入国民政府，任東北政務委員会委員。此後，歷任国難会議会員、華北戰区救濟委員会委員、行政院駐平政務整理委員会委員、冀察政務委員会委員、天津匯業銀行總理。

### 汉奸傀儡政府中的活動

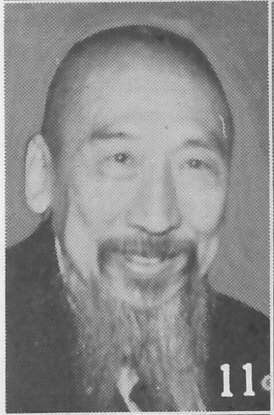
《最新支那要人传》中的王揖唐照片

民国二十六年（1937年）抗日戰爭爆發。同年12月14日，王克敏在北平（北京）組織汉奸傀儡政权“中華民国臨時政府”。王揖唐参加該政府，歷任議政委員会常務委員、賑濟部總長、内政部總長。
民国二十八年（1939年）9月，他交涉“臨時政府”併入汪精衛政權事宜。
民国二十九年（1940年）3月，汪精衛的汉奸傀儡政权“南京国民政府”成立，王揖唐任考試院院長兼華北政務委員会委員。6月，任“華北政務委員会”委員長。此後曾任“中央政治委員会”委員、“内務總署”督辦。民国三十二年（1943年）1月，他任“最高国防会議”議員、“全国經濟委員会“副委員長、”新国民促進委員会“委員（後任常務委員）。
日本投降後的民国三十四年（1945年）12月5日，王揖唐在北平的醫院被逮捕。起初，因重病而未被審判，後來他裝病的情況被發現，民国三十五年（1946年）9月，被交付審判。河北高等法院判處其死刑，南京首都高等法院確認該判決。
民国三十七年（1948年）9月10日，他以「為敵宣傳戰功，叛國親日，五次舉行治安強化運動，供敵糧食、金錢及其他物資，增強敵人實力」等罪名而在北平的監獄被槍決。年72歲（滿70周歲）。

## 著作
王揖唐工詩，著有《今传是楼詩話》。
他有贊美日本天皇裕仁的詩作：

八紘一宇浴仁風，
旭日縈輝遞藐躬。
春殿從容溫語慰，
外臣感激此心同。
他的著作還有：
- 『広徳寿重光集』上海愛儷園行館、1920年
- 『世界最新之憲法』1923年
- 『逸塘詩存』1941年